# Mahāyāna

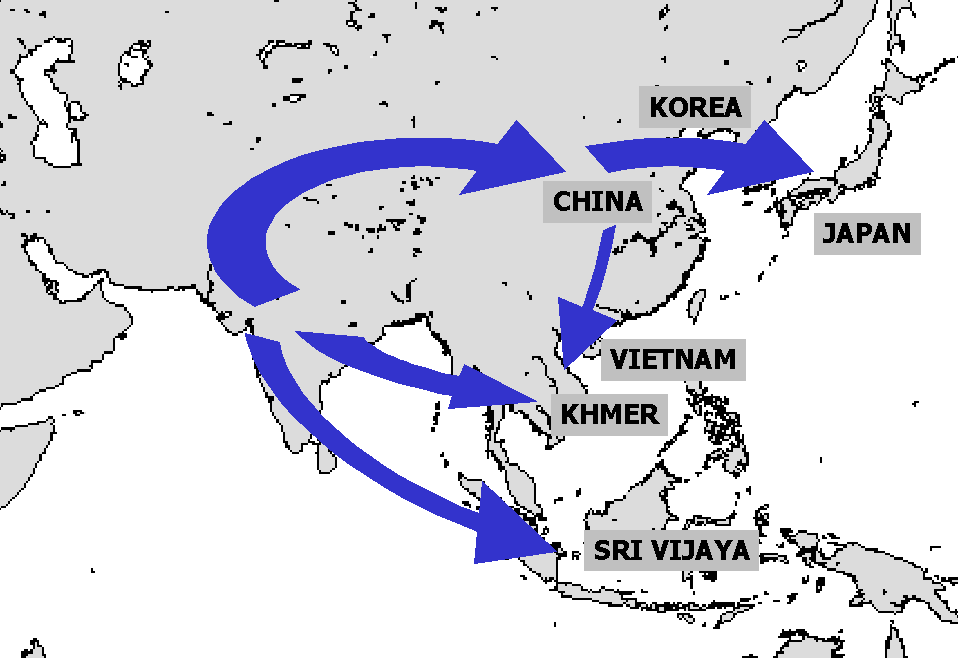
Răspândirea budismului Mahāyāna între secolele I-X d.Hr.

Mahāyāna (în sanscrită महायान, transliterat: Mahāyāna, literalmente „Marele vehicul”) este una dintre cele două ramuri principale ale budismului (cealaltă fiind Theravāda) și un termen pentru clasificarea filozofiilor și practicilor budiste. Această mișcare a adăugat un set suplimentar de texte religioase și, deși a avut inițial mai puțin adepți în India, a avut totuși o semnificație istorică de lungă durată. Tradiția budistă Vajrayāna este uneori clasificată ca parte a tradiției budiste Mahāyāna, dar unii cercetători consideră că este o ramură cu totul diferită.
„Mahāyāna” se referă, de asemenea, la calea urmată de un Bodhisattva care caută iluminarea desăvârșită în beneficiul tuturor ființelor simțitoare, numită și „Bodhisattvayāna” sau „Vehiculul Bodhisattva”. Un bodhisattva care a îndeplinit acest obiectiv este numit samyaksaṃbuddha (सम्यक्सम्बुद्ध) sau „Buddha complet iluminat”. Un samyaksaṃbuddha poate stabili Dharma și își poate conduce discipolii către iluminare. Budiștii Mahāyāna învață că iluminarea poate fi atinsă într-o singură viață, chiar și de un laic.
Tradiția Mahāyāna este tradiția majoră a budismului cu cea mai mare răspândire, având 53% dintre practicanți, comparativ cu 36% cât are tradiția Theravāda și 6% cât are tradiția Vajrayāna în 2010.
În cursul istoriei sale, budismul Mahāyāna s-a răspândit din India în diferite alte țări din Asia de Sud, de Est și de Sud-Est precum Bangladesh, Nepal, Bhutan, China, Taiwan, Mongolia, Coreea, Japonia, Vietnam, Indonezia, Malaysia și Singapore. În alte țări din Asia Centrală, de Sud și de Sud-Est (precum Afganistan, Birmania, Cambodgia, Iran, Laos, Insulele Maldive, Pakistan, Sri Lanka, Tadjikistan, Thailanda, Turkmenistan sau Uzbekistan) budismul Mahāyāna a fost înlocuit ulterior cu budismul Theravāda, cu Islamul sau cu alte religii.
Marile centre academice Mahāyāna, precum Nalanda, au prosperat în ultima perioadă a preponderenței budismului în India, între secolele al VII-lea și al XII-lea. Principalele ramuri ale budismului Mahāyāna sunt astăzi budismul Chan, budismul coreean Seon, budismul japonez Zen, budismul Pământului Pur, budismul Nichiren și budismul vietnamez. Ea include, de asemenea, în opiniile unor cercetători, tradițiile Vajrayāna practicate de sectele Tiantai,  Tendai și Shingon și budismul tibetan, care adaugă învățături ezoterice tradiției Mahāyāna.
Adepții tradiției Mahāyāna interpretează mai larg mesajul lui Buddha. În același timp, ei consacră un cult al divinităților hinduse și al altor religii, cum ar fi taoismul în China sau șintoismul în Japonia. Venerează mai cu seamă diferitele figuri ale lui Buddha, din care au făcut un zeu. De asemenea, închină un cult și unor bodhisattva, oameni plini de înțelepciune care au hotărât să renunțe la Nirvana pentru a se dedica mântuirii celorlalți. Cu prilejul ceremoniilor, călugării acoperă statuia lui Buddha cu stofe, aur și bijuterii, iar credincioșii aduc ofrande sub formă de hrană, flori sau tămâie, apoi recită rugăciuni și se așază la picioarele lui Buddha pentru a medita. În Japonia s-a dezvoltat o școală budistă provenită din Mahayana, școală numită Zen sau în chineză Chan. Apărută inițial în estul Chinei în secolul al VI-lea și răspândită ulterior în Japonia, această școală îmbină tradițiile șintoiste, taoiste, budiste și confucianiste și are la bază contemplarea și disciplina fizică prin tehnici de meditație și arte marțiale.